# Lollipop (émission de télévision)
Lollipop était une émission de télévision de la RTBF pour enfants, produite par Pauline Hubert, réalisée par Pierre Badot, conçue en équipe et animée par Philippe Geluck, le conteur Joël Smets et la marionnette Malvira et diffusée sur RTBF1 de 1980 à juin 1985. 
Patrick Chaboud donnait vie à Malvira qu'on disait arrogante et médisante. On y voyait aussi les marionnettes Moka et Poulou. D'autres acteurs du Magic Land Théâtre (comme Alain Perpète, associé aux rôles de méchants) jouaient les rôles secondaires dans les saynètes. 
L'émission recevait quelques invités et on y trouvait des reportages, des dessins animés et de petits feuilletons.
Succédant à Electronix, émission diffusée chaque mercredi après-midi est présentée par Philippe Geluck durant le premier semestre de 1980, Lollipop est d'abord diffusée le mercredi après-midi puis quotidiennement à l'écran pendant quatre saisons dans le cadre de l'émission " Plein Jeu " - "Talk Show" présenté par Arlette Vincent et le vendredi par Marion et ce, entre 1981 et 1985. 
Par son ton humoristique, anticonformiste, mordant, voire absurde, l'émission connaît un succès important auprès des enfants et des adultes et est la première émission télévisée pour enfants à être regardée par toute la famille.  Ce succès s'explique, selon les dires de Malvira, par le fait qu'on ne prenait pas les enfants pour des cons.
Une version, pour les tout petits, est diffusée le samedi après-midi intitulée "Pitilipop" avec la diffusion de séries animées destinées à ceux-ci.   
Une autre émission destinée à la jeunesse, produite par Pauline Hubert, baptisée aussi Lollipop, fut diffusée à la RTB à la fin de l'été 1968.
D'après Patrick Chaboud, aucune émission n'a été conservée dans les archives de la RTBF[réf. nécessaire].

## Dessins animés et séquences
Plusieurs programmes courts (dessins animés, marionnettes) sont passés au sein de l'émission : 
- Capitaine Flam ;
- Téléchat ;
- Rody, le petit Cid ;
- Si Si Si.

Le conteur Joël Smets avait une séquence régulière dans l'émission.
Une mini-série (La Constellation du Radis) déjantée jouée par l'équipe même de l'émission dura plusieurs semaines (dans les dernières années de l'émission). Les méchants étaient des chauves munis de concombres (la Nébuleuse du Concombre). Un extrait de cette saga est passé au début des années 2000 dans une émission consacrée à Philippe Geluck diffusée sur la RTBF. On y voit le personnage interprété par Philippe Geluck sur le divan d'un psychologue lui confier son trouble qui consiste à « la » voir partout... avant de se rendre compte que le psychologue a également les traits de Malvira.

## Dernière émission
La dernière émission de Lollipop portait le nom de Waterloollipop. Costumés en soldats de l'époque napoléonienne, Philippe Geluck, Malvira et plusieurs figurants y ont livré une bataille de tartes à la crème.